# Salient Mountain
Salient Mountain är ett berg i Kanada.   Det ligger på gränsen mellan Alberta och British Columbia, i den västra delen av landet, 3 200 km väster om huvudstaden Ottawa. Toppen på Salient Mountain är 2 810 meter över havet, eller 858 meter över den omgivande terrängen. Bredden vid basen är 8,3 km.
Terrängen runt Salient Mountain är kuperad åt sydost, men åt nordväst är den bergig.Trakten runt Salient Mountain är nära nog obefolkad, med mindre än två invånare per kvadratkilometer.. Det finns inga samhällen i närheten. 
Trakten runt Salient Mountain består i huvudsak av gräsmarker.